# 大塚製薬
大塚製薬株式会社（おおつかせいやく、英: Otsuka Pharmaceutical Co., Ltd.）は、東京都千代田区に本社を置く、医薬品・食料品の製造・販売を行う企業。2008年に持株会社制への移行に伴い、現在は大塚ホールディングス（持株会社）の完全子会社。

## 概要
1999年から、持株会社大塚ホールディングス（HD）が設立される2008年までの約10年間、大塚製薬工場、大鵬薬品工業、大塚化学、大塚倉庫、大塚食品、アース製薬など、国内21社、海外27社におよぶ「大塚グループ」の中核企業であった。
疾病の治癒を目指し新しい治療薬を提供する「医療関連事業」と家庭用医薬品・健康食品・飲料などの企画・開発・販売を担う「ニュートラシューティカルズ関連事業」を会社の柱とする。家庭用医薬品「オロナインH軟膏」（発売当初は「オロナイン軟膏」）の発売元でその名を知られ、以後、ビタミン入り炭酸飲料「オロナミンCドリンク」やスポーツドリンク「ポカリスエット」、栄養食品「カロリーメイト」「SOYJOY」などの企画・開発・発売で、製薬会社の域を越えた事業を展開している。家庭薬だけでなく、創薬や再生医療など高度な研究開発にも力を入れている。
企業理念は「世界の人々に貢献する革新的な製品を創造する」（英訳：Otsuka-people creating new products for better health worldwide）。この言葉には、自らの手で独創的な製品を創る・健康に役立つ・世界の人々に貢献するという思いが込められている。

## 本社・本部等
本社

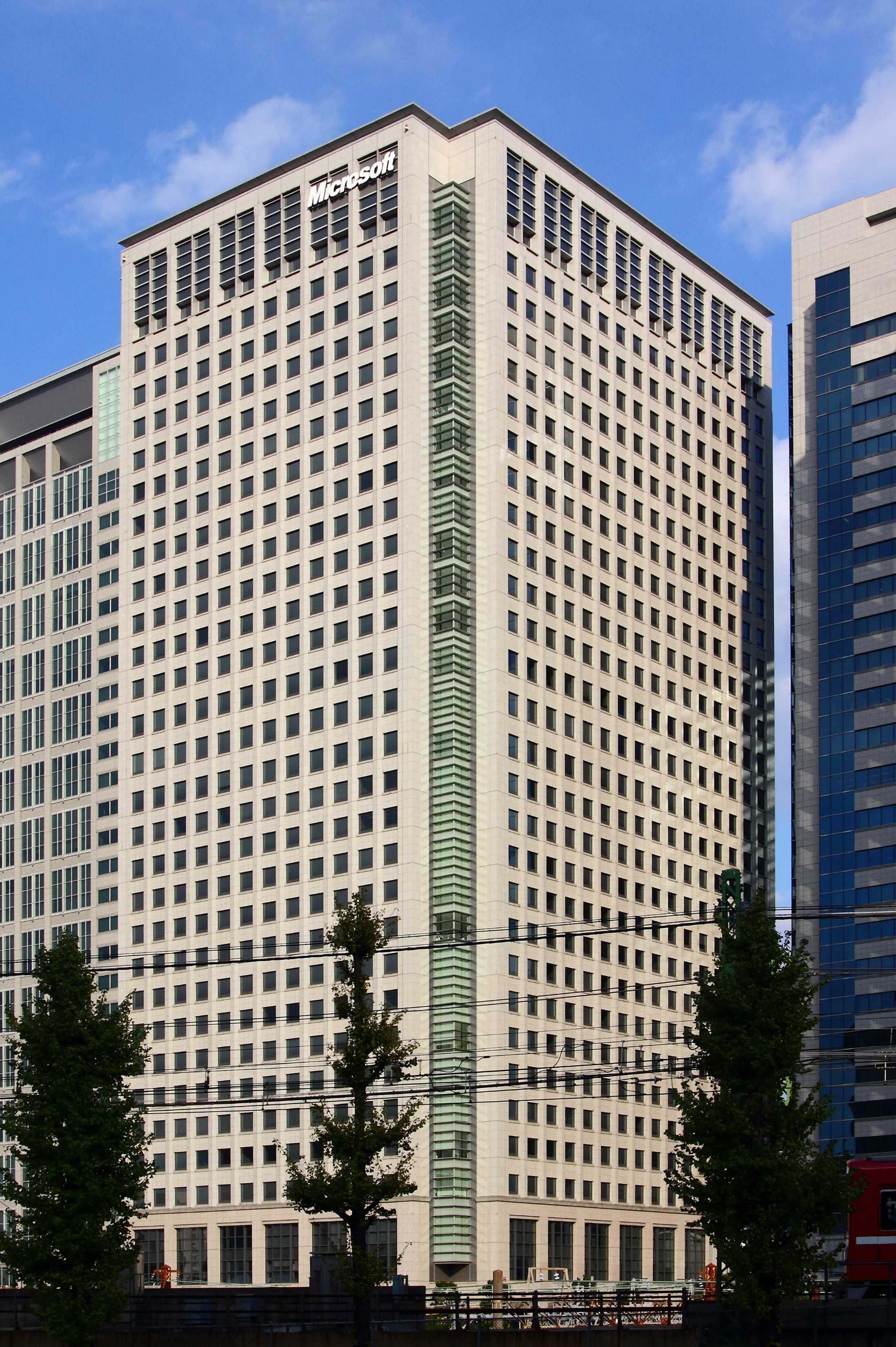
本社事務部門が入居する品川グランドセントラルタワー

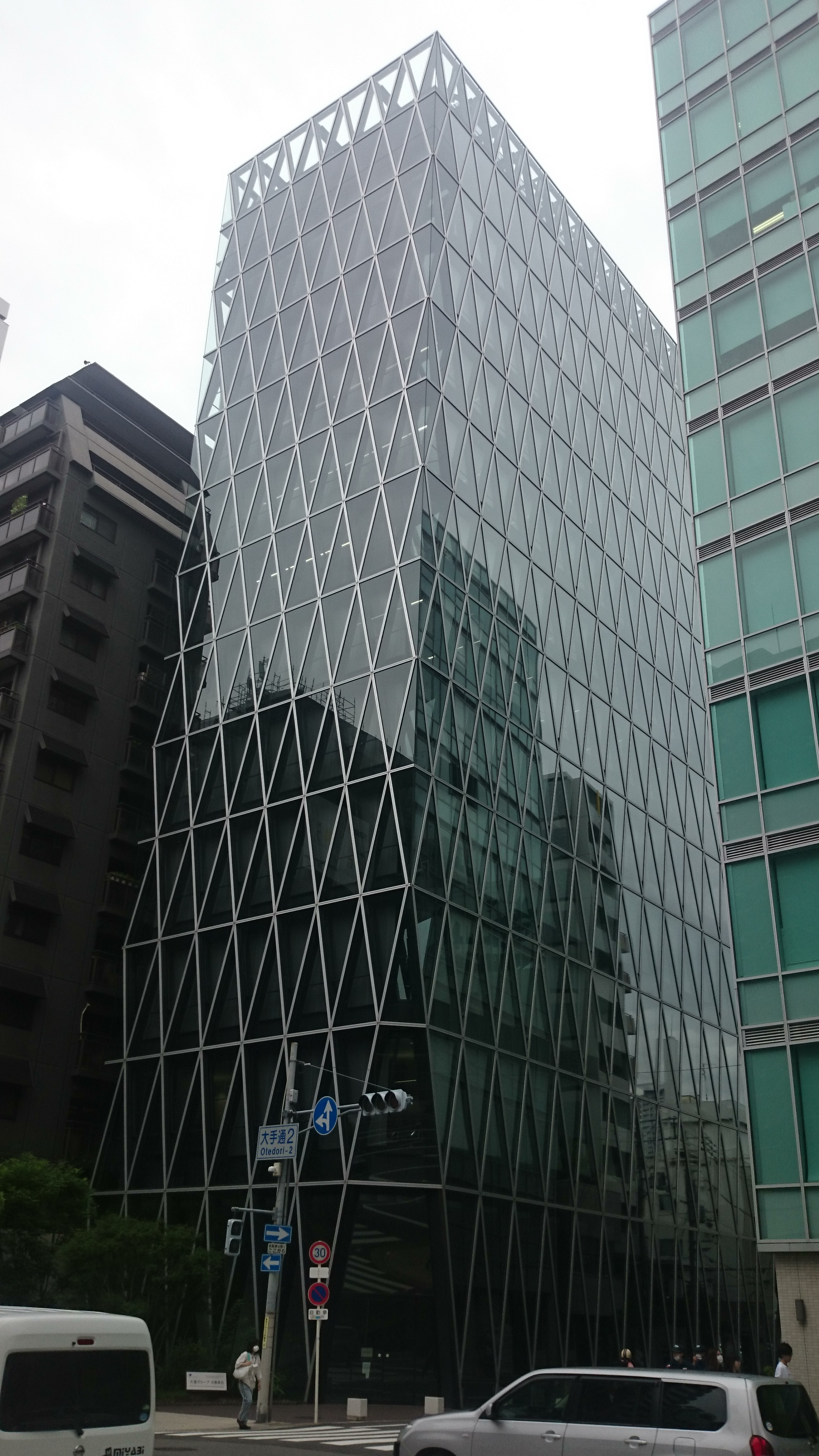
大阪本部

- 所在地：東京都千代田区神田司町2丁目9番地（〒101-8535）

本社事務部門…大塚ホールディングスの本部機能もここに設けられる。
- 所在地：東京都港区港南2丁目16番4号（品川グランドセントラルタワー・〒108-8241）

本部
- 大阪本部
  - 所在地：大阪府大阪市中央区大手通3丁目2番27号（大塚化学内）
- 徳島本部
  - 所在地：徳島県徳島市川内町加賀須野463-10

研究所
- 徳島研究所
  - 所在地：徳島県徳島市川内町加賀須野463-10
- 大阪創薬研究センター
  - 所在地：大阪府箕面市彩都粟生北5-1-35
- 大津栄養製品研究所・大津スキンケア研究所
  - 所在地：滋賀県大津市際川3丁目31-13
- 佐賀栄養製品研究所
  - 所在地：佐賀県神埼郡吉野ヶ里町大曲字東山5006-5

工場
- 徳島工場
  - 所在地：徳島県徳島市川内町加賀須野463-10
- 徳島第二工場
  - 所在地：徳島県徳島市川内町平石夷野224-18
- 徳島ワジキ工場
  - 所在地：徳島県那賀郡那賀町小仁宇字大坪306-2
- 徳島板野工場
  - 所在地：徳島県板野郡板野町松谷
- 徳島美馬工場
  - 所在地：徳島県美馬市美馬町字里平野1-3
- 佐賀工場
  - 所在地：佐賀県神埼郡吉野ヶ里町大曲字東山5006-5
- 高崎工場
  - 所在地：群馬県高崎市西横手町351-1
- 袋井工場
  - 所在地：静岡県袋井市愛野2402-1

## 歴史
- 1921年 - 大塚武三郎によって、大塚製薬グループの源流である大塚製薬工場が徳島県鳴門市に創業される。
- 1947年 - 大塚正士が経営権を継承。
- 1953年 - 大塚グル―プ初のOTC医薬品（一般用医薬品）「「オロナイン軟膏」（現・「オロナインH軟膏」）を発売。大ヒット商品となり、大塚製薬発足のきっかけとなる。
- 1964年 - 大塚製薬工場から四国以外の販売部門が分社化され、子会社として大塚製薬株式会社が設立される。
- 1965年 - 「オロナミンCドリンク」発売。
- 1968年 - 日本初となるプラスチックボトル入り輸液を製造開始
- 1970年 - 徳島工場が完成。アース製薬を買収・子会社化。
- 1971年 - 徳島研究所が設立される。
- 1973年 - タイ大塚製薬、大塚製薬アメリカ事務所が設立される。
- 1974年
  - 日本初のプラスチックアンプル入り注射剤を発売
  - P.T.大塚インドネシア、台湾大塚製薬股份有限公司が設立される。
- 1975年 - 北海道に釧路工場が完成（水質の良さを活かした東日本地区の一大拠点）。
- 1976年 - 大塚明彦が代表取締役社長に就任。
- 1977年 - エジプトにアラブ大塚製薬が設立される。
- 1980年 - 「ポカリスエット」発売。
- 1981年 - 中国大塚製薬有限公司が設立される。
- 1982年 - 韓国に第一大塚製薬（現・韓国大塚製薬）、ドイツにフランクフルト研究所が設立される。
- 1983年 - 「カロリーメイト」発売。
- 1984年 - 佐賀研究所が設立される。
- 1985年
  - 大塚テクノ株式会社を設立
  - アメリカにメリーランド研究所が設立される。
- 1987年 - 大塚パキスタン、ロンドン事務所が開設される。
- 1988年 - 徳島に能力開発研究所が完成。「ファイブミニ」発売。
- 1989年 - アメリカの本部機構、大塚アメリカ・インク、大塚アメリカファーマシューティカル・インクが設立され、企業メセナ活動の一環として、まんがヘルシー文庫シリーズが刊行される。
- 1990年
  - 徳島県に、松茂工場を開設。
  - 滋賀県に大津研究所（現大津スキンケア研究所）設立。
- 1991年 - ザ・カルシウムを発売。
- 1992年 - 徳島に製剤研究所イソップサンと、ワジキ無菌製剤工場が完成。眼科・皮膚科事業部が発足。
- 1993年 - 中国に広東大塚製薬有限公司が、エジプトにエジプト大塚を設立。エネルゲンを発売。
- 1994年 - 大塚GEN研究所が完成。
- 1996年 - 台湾に金車大塚股份有限公司を設立。
- 1997年 - インドネシアにP.T.カパルインダー大塚（後にP.T.アメルタインダ大塚）を設立。
- 1998年 - 大塚グループ発祥の地である徳島県鳴門市に大塚国際美術館が開館。大塚製薬ヨーロッパ設立。贈収賄事件逮捕により大塚明彦社長辞任。
- 1999年 - 小林幸雄が創業家以外では初めての代表取締役社長に就任。2代目の大塚正士から大塚製薬工場の株式を買い受け、大塚製薬工場の親会社となる。
- 2000年 - 樋口達夫が代表取締役社長に就任。「野菜の戦士」「オロナミンCロイヤルポリス」発売。
- 2001年
  - 日本で唯一の静注用脂肪乳剤を製造する富山工場を開設。
  - 静注用脂肪乳剤「イントラリポス輸液」発売。
  - 世界保健機関（WHO）の提唱する経口補水療法の考え方に基づいた経口補水イオン飲料「オーエスワン」発売。
- 2002年
  - 中国に四川錫成大塚製薬、天津大塚飲料が、ベトナムに大塚OPV社が設立される。
  - イーエヌ大塚製薬株式会社が設立される。
  - ビーンスターク・スノー株式会社に資本参加。「スゴイダイズ」「カロリーメイトゼリー」発売。
- 2003年
  - 中国に大塚臨床医薬研発、大塚（中国）投資、浙江大塚製薬が、タイに大塚サハ商品開発研究所が設立される。
  - 大塚OPV（現 大塚製薬ベトナム株式会社）設立。
  - 輸液に関する四国以外の販売権を大塚製薬工場に委譲。
  - オロナイン液を発売。
  - 株式会社ジェイ・オー・ファーマ（外部サイト）を設立。
- 2006年 - ソイジョイを発売。
- 2007年
  - 新CIを導入。
  - 蘇州大塚製薬有限公司を設立。
- 2008年
  - 岩本太郎が代表取締役社長に就任。
  - 7月8日 - 大塚ホールディングス株式会社設立により同社の子会社となる。
  - 9月3日 - 一般用医薬品の「ウレパールプラス」の販売を大鵬薬品工業へ譲渡。
  - 9月9日 - 男性向けスキンケアブランド「UL・OS（ウル・オス）」を発売。
- 2015年
  - 2月9日 - 岩本太郎代表取締役社長が死去[3]。
  - 2月12日 - 大塚ホールディングス株式会社代表取締役社長の樋口達夫が大塚製薬株式会社代表取締役社長を兼務[3]。
- 2022年 - 大阪創薬研究所（仮称）を大阪府箕面市に開設[2]。

## 主な商品

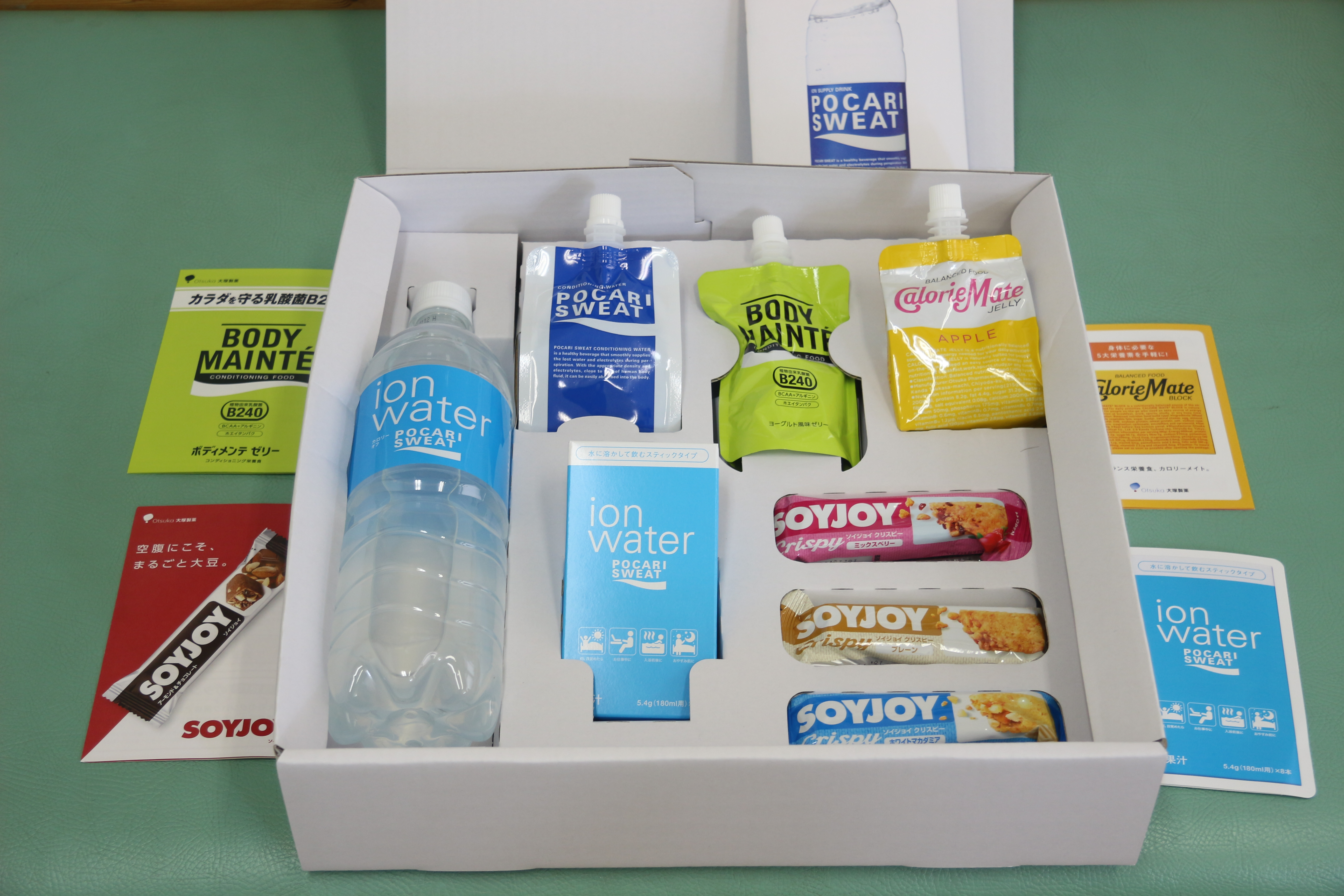
大塚製薬の主力商品（非医療部門 2017年現在）

### 一般用医薬品（OTC医薬品）
- オロナイン（外用殺菌消毒剤）（製造販売元：大塚製薬工場）
  - オロナインH軟膏【第2類医薬品】
  - オロナイン液【第2類医薬品】 - 若い世代に向けた液体タイプのスプレー式殺菌消毒薬
- 新サラリン（便秘薬）【指定第2類医薬品】

### 食品・飲料
ニュートラシューティカルズ
- オロナミンCドリンク
  - オロナミンC ロイヤルポリス

オロナミンCは大塚化学が製造・発売しており、大塚製薬は流通段階のみの関わり。
- ファイブミニ - 食物繊維入り飲料
  - ファイブミニプラス
  - ファイブミニゼリー
- ポカリスエット
  - ポカリスエット イオンウォーター
  - ポカリスエット ビーンスターク
- アミノバリュー - アミノ酸入り飲料
  - アミノバリュー コンク
  - アミノバリュー サプリメントスタイル - 水なしで飲める顆粒タイプ
- ソイカラ【特定保健用食品】 - 2012年4月発売。大豆の鞘に似せたスナック菓子の中に本物の大豆を入れた大豆スナック。ノンフライのため、1袋123kcalの低カロリー設計。
- SOYSH - 大豆炭酸飲料
- SOYJOY
- ネイチャーメイド - サプリメントブランド
- ネイチャーズリソース - ハーブ系サプリメント
- カロリーメイト
  - カロリーメイトゼリー
- ザ・カルシウム - カルシウム配合ウエハース
- 賢者の食卓【特定保健用食品】
- ジェルブレ - フランス生まれの栄養食品（エリア限定販売）
- ジャリネア - 1食置き換えタイプのカロリーコントロール食品ブランド。
- メトロミント - ミントウォーター
- エネルゲン
- ジョグメイトプロテインゼリー

乳幼児向け製品
- ビーンスターク

本ブランドは当社と雪印メグミルクの合弁会社である雪印ビーンスタークで販売されている。
メディカルフーズ
- OS-1 - 経口補水液（特別用途食品 個別評価型病者用食品）。製造販売元は大塚製薬工場。

### スキンケア用品
- インナーシグナル
- UL・OS（ウル・オス） - 男性向けスキンケアブランド

### 医療関連事業

#### 医療用医薬品
- サムスカ (トルバプタン、利尿剤)
- ムコスタ（レバミピド、胃粘膜保護剤）

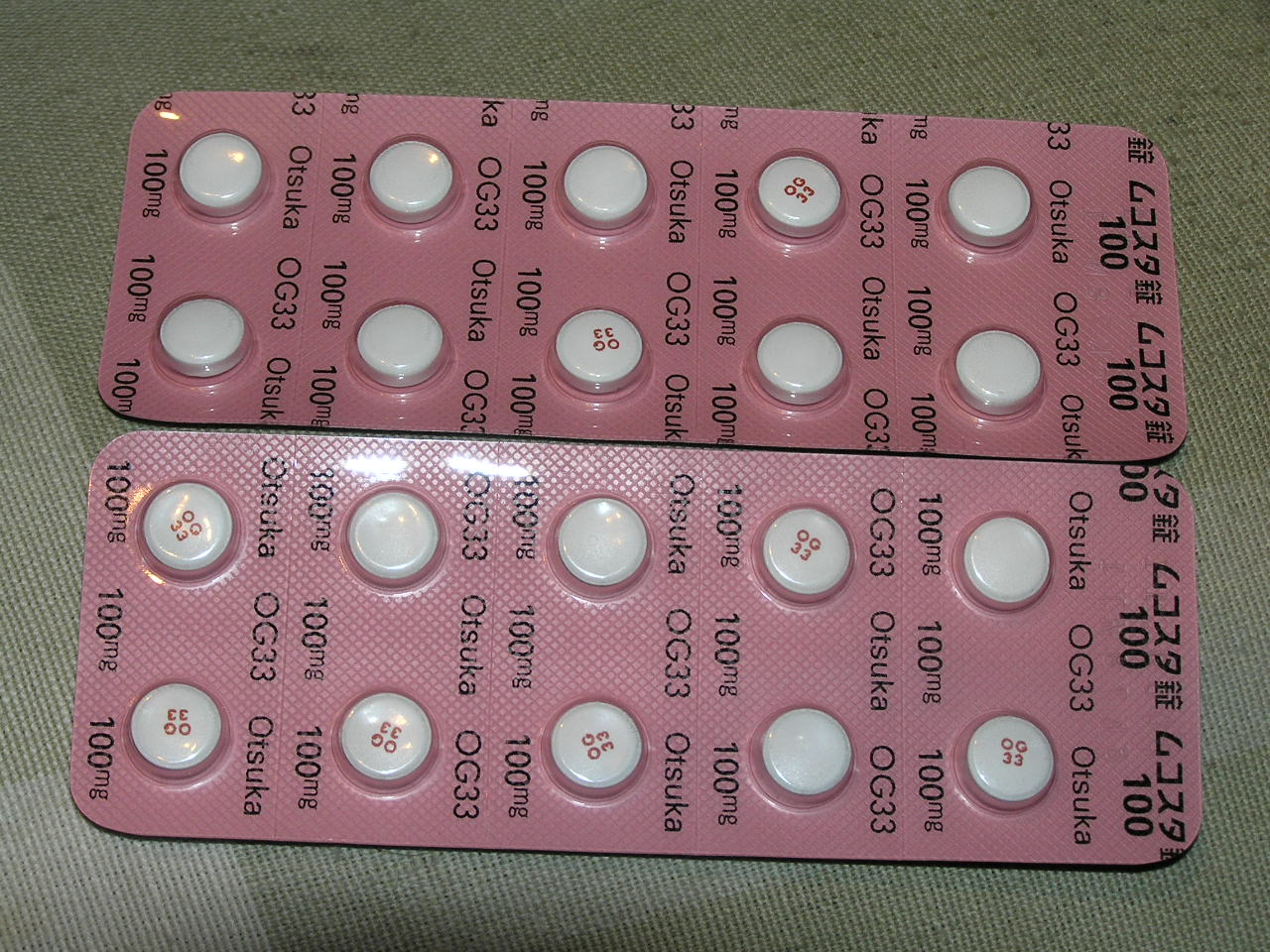
ムコスタ（レバミピド）

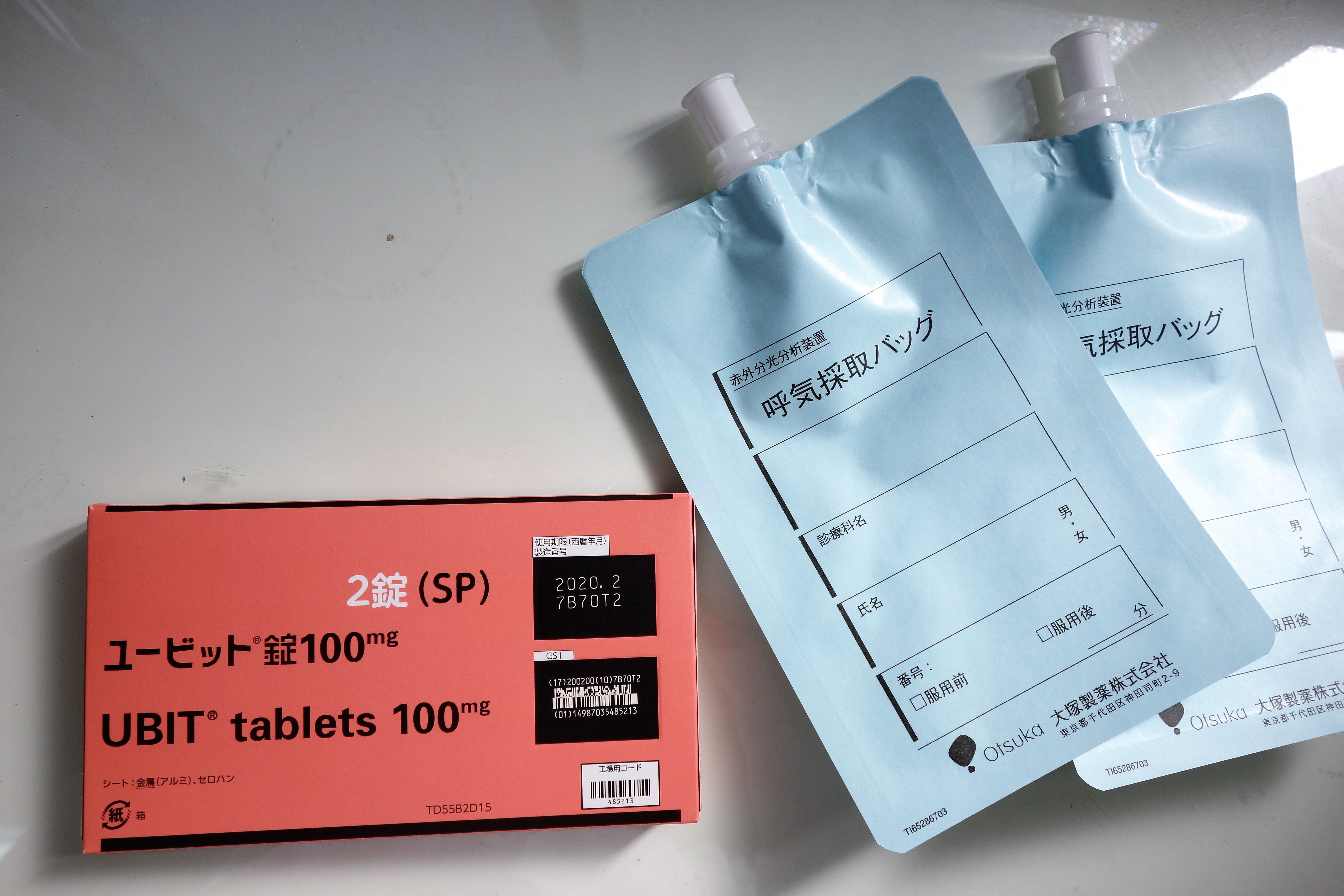
ピロリ菌検出のための尿素呼気テストキット。左側が検査薬（ユービット錠）、右側が呼気回収パック（検査前、検査後）。

- ユニフィル（テオフィリン徐放錠、気管支拡張剤）
- プレタール　（シロスタゾール）
- メプチン（プロカテロール、気管支拡張剤）
- エビリファイ（アリピプラゾール、抗精神病薬）
- デルティバ　（デラマニド、抗結核薬）
- アクアチム（ナジフロキサシン）
- ユービット（ヘリコバクター・ピロリ感染診断用剤）
- ウレパール（尿素配合外用薬）
- アミノレバンEN（肝不全用成分栄養剤）
- ハイネックス（流動食タイプの医療用食品）
- UBIT-1専用呼気採取バッグおよびユービット錠
- レキサルティ（ブレクスピプラゾール） - 2018年に日本でも販売が開始された抗精神病薬の一種。
- ニュープロ（ロチゴチン、パーキンソン病・レストレスレッグス症候群向け治療パッチ製剤）

### 過去の製品
- ポカリスエットボトル
- ポカリスエットステビア
- ホットポー
- ワナナイト
- ザ・カルシウム <ホワイトクリーム>
- ザ・カルシウム <ブラッククリーム>
- ザ・カルシウム <レモン>
- マサイの戦士
- 野菜の戦士
- シーマックス1000
- シーマックス500+アイアン
- シーマックスマルチビタミン
- ビーンスターク オーガニック（mom）マム
- ジョグメイトプロテイン
- ハイネックス-V
- サラリンソフト
- ウレパールクリームα

他、多数

## 提供番組

### 現在

#### 日本テレビ系列
- ザ!鉄腕!DASH!!（1998年度 - ）

#### テレビ朝日系列
- ミュージックステーション（2009年度 - ）

#### TBS系列
- CDTVライブ!ライブ! (2024年度上半期 - )

#### テレビ東京系列
- 日経スペシャル ガイアの夜明け（2016年10月 - ）

#### フジテレビ系列
- めざましテレビ（隔日）
- Mr.サンデー（関西テレビとの共同制作・2010年4月-9月、2012年4月-9月、2014年度、2020年10月-、2020年10月からは後半）

### 過去
90秒以上で番組を提供する場合は、「健康で豊かな生活を創造する大塚製薬（または大塚グループ）」とコメントする。

#### 日本テレビ系列
- 読売テレビ制作土曜19:00ドラマ（頓馬天狗 - 武田信玄。一社提供）
- 読売テレビ制作土曜19:00アニメ（一社提供）
  - 黄金バット
  - 巨人の星
  - 天才バカボン
- 水曜ロードショー
- 木曜スペシャル
- NNNニュースプラス1（1993年頃、土曜日の関東ローカル）
- NNNきょうの出来事（1980年代前半、土曜日は一部地域でスポンサー差し替え）
- おしえて!ガリレオ（読売テレビ制作、一社提供）
- 投稿!特ホウ王国→だんトツ!!平成キング（いずれも前半枠のスポンサー。前者は前半枠で一社提供だが、2時間スペシャルの場合は後半枠の日立グループと共同スポンサーで行った）
- 新春ハワイゴルフ大会（正月特番で、巨人軍選手が参加。この番組に限り、大塚グループでの一社提供）
- 人生が変わる1分間の深イイ話
- 週刊オリラジ経済白書→解決!ナイナイアンサー（2013年4月 - 9月）
- 火曜ドラマ
- 火曜サスペンス劇場
- ザ!世界仰天ニュース
- 水曜ドラマ
- マジカル頭脳パワー!!→スーパースペシャル（20時台）→世界一受けたい授業 ※60秒
- エンタの神様→嵐にしやがれ
- ネプ&イモトの世界番付
- 金曜ロードショー
- DON!（東日本地域はオロナミンCで、西日本地域はポカリスエットで放送）
- NEWS ZERO（月曜）

#### テレビ朝日系列
- いつか行く旅（一社提供）
- いいな世界WA!（一社提供）
- 土曜ワイド劇場（番組開始 - 1989年3月まで、後任はアデランス。その後大塚製薬の枠は一社提供の『いつか行く旅』へ提供枠ごと移動。提供復帰時期は不明だが、大鵬薬品とアース製薬は番組提供枠に残留し現在に至る。）※当社提供時は時期により大鵬薬品・アース製薬と交互提供の時期あり。
- フレッシュプリキュア!（同・朝日放送制作）
- 平成仮面ライダーシリーズ→令和仮面ライダー
- クレヨンしんちゃん
- しくじり先生 俺みたいになるな!!
- クイズプレゼンバラエティー Qさま!!
- 林修の今でしょ!講座
- そうだったのか!学べるニュース→くりぃむクイズ ミラクル9
- いきなり!黄金伝説。
- 笑いの金メダル（朝日放送制作）
- 報道STATION（木曜）
- お願い!ランキングGOLD
- SmaSTATION!!

#### TBS系列
- 月曜ロードショー
- 日曜☆特バン
- 木曜座
- 世界まるごとHOWマッチ→世界まるごと2001年、ご存知!平成一番人気、ダウトをさがせ!、オレたちのオーレ!、明石家多国籍軍ほか木曜20時枠（毎日放送制作）途中で降板。
- ギミア・ぶれいく
- THE・プレゼンター
- 関口宏の東京フレンドパークII - 途中で降板
- 学校へ行こう!→学校へ行こう!MAX→教科書にのせたい!
- 火曜曲!（2012年4月 - 9月、東日本地域はオロナミンC、西日本地域はポカリスエットかUL・OS）
- ザ・チーター→明石家さんちゃんねる
- うたばん
- ぴったんこカン・カン（2012年4月 - 9月）
- 炎の体育会TV
- キャプテン☆ドみの
- 世界・ふしぎ発見!（ヒッチハイク。最終回では中盤のスポンサーに参加）
- ウンナン極限ネタバトル! ザ・イロモネア 笑わせたら100万円
- サンデーモーニング
- JNN報道特集
- はなまるマーケット
- ジョブチューン アノ職業のヒミツぶっちゃけます!
- オロナミンC キングオブコント（同、2008年 - 2010年。提供クレジットはオロナミンCだった。オロナミンCのほかにも大塚製薬の製品のCMが放送されたことがある。）

#### テレビ東京系列
- ワールドビジネスサテライト ※2006年12月25日放送分をもってレギュラー提供を一時降板（アース製薬は番組提供枠に残留し現在に至る。2007年 - 2009年3月はスポーツ中継中心に提供。2009年4月より復帰。30秒扱い）。
- 経済ドキュメンタリードラマ ルビコンの決断（ただし一部の回は提供していない場合もある。）
- モヤモヤさまぁ〜ず2（2011年10月 - 12月）
- 踊RI場（2012年10月 - 12月）
- たけしのニッポンのミカタ!（2015年3月をもって降板。2015年4月より『YOUは何しに日本へ?』へ提供番組ごと移動。）
- YOUは何しに日本へ? -「ニッポンのミカタ!」より提供番組枠を移動。番組の編成上の都合により『主治医が見つかる診療所』の拡大スペシャルなどに提供する場合もある。
- 追跡LIVE!SPORTSウォッチャー（土・日隔週交代）

#### フジテレビ系列
- 日曜19:00枠
  - モーレツ欲張りゲーム
  - アタックNo.1（アニメ版）
  - ミラーマン
- 欽ちゃんのドンとやってみよう!
- 夜のヒットスタジオ
- オールスター家族対抗歌合戦 ※時期により、大鵬薬品・アース製薬と交互提供の時期あり。
- 火曜ワイドスペシャル
- ザ・サンデー -THE SUNDAY-
- TVハッカー
- 志村けんのだいじょうぶだぁ ※時期により、大鵬薬品・アース製薬と交互提供の時期あり。
- 中居正広のボクらはみんな生きている
- 情報プレゼンター とくダネ! - 2018年9月まで水曜9時台後半提供、同年10月から水曜9時台前半に移動。
- FNNスーパーニュース
- HEY!HEY!HEY! MUSIC CHAMP
- SMAP×SMAP（関西テレビとフジテレビの共同制作）
- 謎解きはディナーのあとで（2011年10月 - 12月）
- 関西テレビ制作火曜夜10時枠の連続ドラマ（同）
- おじゃマップ
- クイズ!ヘキサゴン→はねるのトびら
- ザ・ベストハウス123
- グータンヌーボ（関西テレビ制作、2009年10月 - 2011年9月、ただし「オロナインH軟膏」中心）
- VS嵐
- 人生の正解TV〜これがテッパン!〜
- にじいろジーン（関西テレビ制作）
- めちゃ×2イケてるッ!（途中で降板）
- ちびまる子ちゃん（ただし「オロナインH軟膏」→「オロナミンC」限定）
- 熱血!平成教育学院
- すぽると!（土曜）
- 大阪国際女子マラソン（関西テレビ制作、但し、「アミノバリュー」名義）

#### その他
- 辰巳琢郎の葡萄酒浪漫（BSテレ東）
- saku saku（tvk、tvkのみ水曜の放送終了後に同番組のメンバーがSOYJOYのCMに出演していた）
- TBS宇宙プロジェクト「日本人初!宇宙へ」（TBSで1990年12月に放送、メインスポンサーを務めた）

など。

## 大塚グループ
※全て株式会社である。
- 大塚ホールディングス - 当社の親会社
  - 大塚製薬工場
  - 大鵬薬品工業
    - 岡山大鵬薬品
    - ニチバン - 大塚グループ主要各社には掲載されなかったが、後に持分法適用会社として主要各社に掲載されるようになった。

  - 大塚倉庫
  - 大塚化学 - 2009年7月に大塚化学ホールディングスが事業子会社だった大塚化学を吸収合併し、商号変更。
    - 大塚食品
      - 大塚チルド食品
      - 大塚リッジ
      - 群馬大塚食品

    - 大塚家具製造販売 - 2016年にMBOでグループ離脱し、2017年にウィ・ドゥスタイルに商号変更。
    - 大塚ターフテック - 2014年に旧・大塚家具製造販売の子会社から大塚化学の直接子会社に移行。
    - 東山フイルム
    - アグリベスト
    - エムジーシー大塚ケミカル
    - 養液土耕栽培研究所

  - 大塚メディカルデバイス
    - KiSCO
    - JIMRO

- イーエヌ大塚製薬
- 大塚ベバレジ - 2010年1月に大塚食品へ吸収合併。
- 大塚電子
- 大塚テクノ
- ジェイ・オー・ファーマ
- 大塚包装工業
- アース製薬（千代田区）
  - アース環境サービス（千代田区）
  - アース・ペット（港区） - 2017年7月にアース・バイオケミカルがジョンソントレーディングを吸収合併し、商号変更。
    - ターキー（大阪府守口市） - 2018年1月にアース・ペットへ吸収合併。

  - ニッケペットケア（千代田区） - 元々は日本毛織の子会社だった。2014年10月に旧・アース・バイオケミカルへ吸収合併。
  - バスクリン（千代田区）[4] - 元々は津村順天堂（現・ツムラ）の子会社だった。
  - 白元アース（東京都台東区）
- 大塚オーミ陶業（大阪市中央区）
- 大塚センソリー研究所

なお、事務機器販売の大塚商会、家具小売業の大塚家具 (IDC。現在はヤマダデンキの店舗ブランドの一つ) はいずれも大塚グループではない。特に大塚家具に関しては、かつて同グループ内の大塚化学グループも家具事業を営んでいたため注意を要する。また、大塚HDの主要株主である大塚アセット株式会社・大塚エステート有限会社は大塚家の資産管理会社であり、グループ会社には含めない。

### グループ各社の主な製品
- 大塚製薬工場
  - オロナインH軟膏
  - OS-1
- 大鵬薬品工業
  - チオビタ
  - ソルマック
  - ハルンケア
  - ゼノール
  - ウレパールプラス（2008年9月に当社から譲受。製造販売元：大塚製薬工場）
  - 新ポリカイン（製造販売元：大塚製薬工場）
- 大塚化学
  - オロナミンCドリンク
- 大塚食品
  - ボンカレーシリーズ
  - マッチ - 旧大塚ベバレジ製品
  - マンナンヒカリ
- 大塚電子
  - UBIT-1（ヘリコバクター・ピロリ感染診断機） - 当社との共同開発品。専用呼気採取バッグ及び試薬「ユービット」は当社製造。
  - サンメディオン（電位治療器）
- アース製薬
  - ごきぶりホイホイ
  - アースノーマット
  - バスロマン
  - モンダミン
- 白元アース
  - パラゾール
  - ミセスロイド
  - ノンスメル
  - アイスノン
  - わらべ
- 大塚オーミ陶業
  - 名画電報（NTT電報）